# Eucrosia
Eucrosia es un género con 12 especies de plantas bulbosas perteneciente a la familia Amaryllidaceae originario de Sudamérica desde Ecuador a Perú.

## Descripción
Los miembros de este género se caracterizan por sus hojas pecioladas, con láminas amplias; las flores zigomorfas, largas, con estambres caídos, y la presencia de glándulas de néctar en el androceo. 

## Taxonomía
El género fue descrito por  John Bellenden Ker Gawler y publicado en Botanical Register; consisting of coloured . . . 1817. La especie tipo es: Eucrosia bicolor Ker Gawl. (1817)
Etimología
Eucrosia: nombre genérico que deriva del griego: eu = "hermosa" y krossos = "franja", en referencia a los largos estambres.

## Especies seleccionadas
- Eucrosia aurantiaca (Baker) Traub (1966).  Ecuador.
- Eucrosia bicolor Ker Gawl. (1817). Ecuador a Perú.
- Eucrosia calendulina Meerow & Sagást. (1997). Perú.
- Eucrosia dodsonii Meerow & Dehgan (1985). Ecuador.
- Eucrosia eucrosioides (Herb.) Pax in H.G.A.Engler & K.A.E.Prantl (eds.) (1887). Suroeste de Ecuador a Norte de Perú.
- Eucrosia mirabilis (Baker) Traub (1966). Perú.
- Eucrosia stricklandii (Baker) Meerow (1985). Ecuador.
- Eucrosia tubiflora Meerow (1985). Perú.